# بحران فاشودا

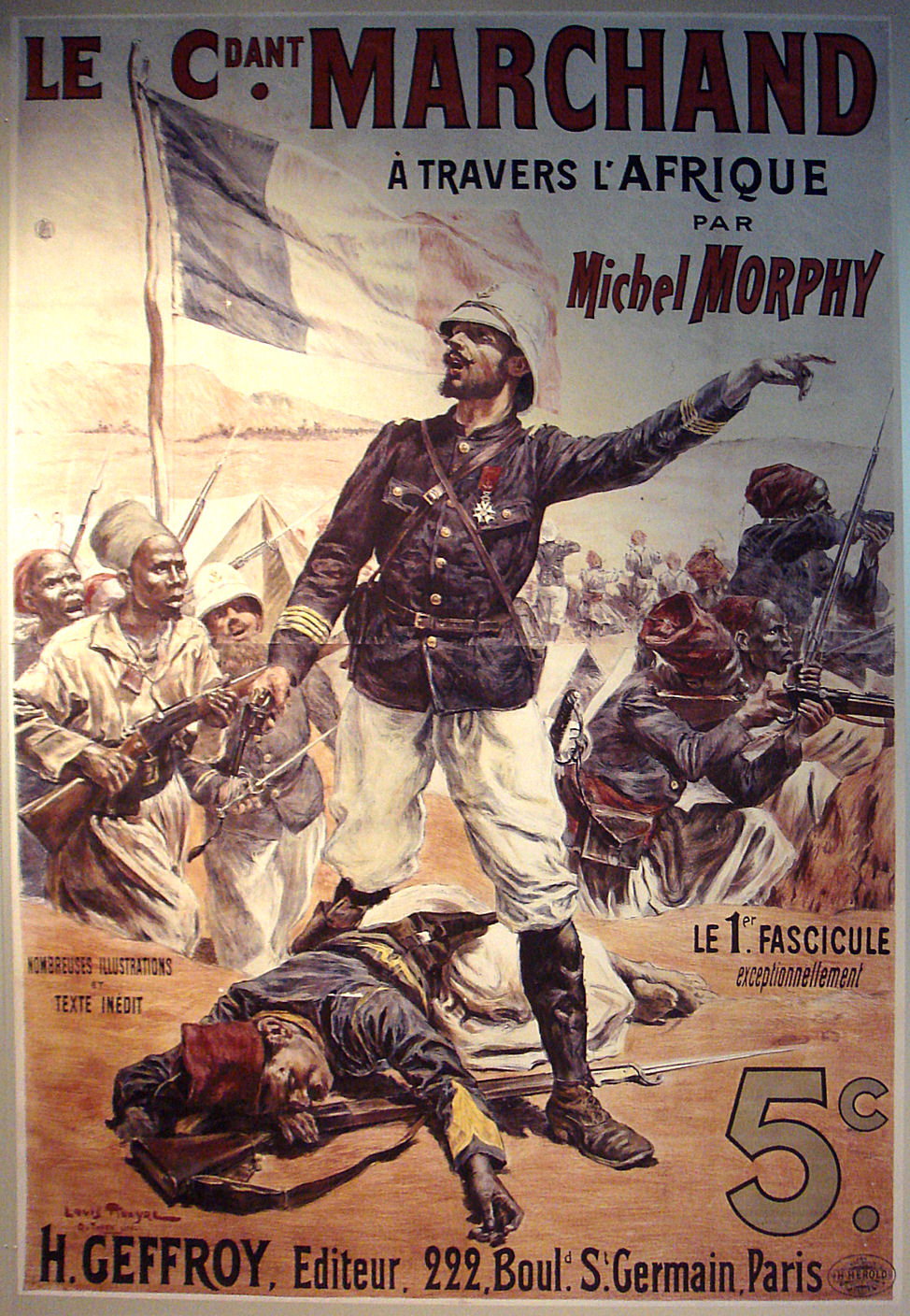
بحران فاشودا

بحران فاشودا به ماجرای اختلاف بریتانیا و فرانسه در سال ۱۸۹۸ بازمی‌گردد.
در سال ۱۸۹۸ هنگامی که جنبش «حمد احمد بن عبدالله» معروف به «مهدی سودانی» در سودان به دست بریتانیا سرکوب شد، یک سردار فرانسوی با نام «مارشان» Marchand) با سپاهیانش وارد منطقه «فاشودا» در شمال سودان و نزدیک مرز مصر شد. در پی آن، بحرانی در روابط میان دو کشور پیش آمد که در بین آن افکار عمومی مصر از فرانسه پشتیبانی می‌کرد. این بحران با سازش دو دولت در توافق قلبی سال ۱۹۰۴ پایان یافت.